# 赫尼拉河 (赫拉巴爾卡河支流)
赫尼拉河（羅馬化：Hnyla）是烏克蘭西部的河流，屬於赫拉巴爾卡河的左支流。該河發源自澤萊納以東，流經赫梅利尼茨基州的赫梅利尼茨基區，河道全長11公里，流域面積43.2平方公里。